# Bellator MMA: Segunda Temporada

## Torneios

### Peso médio
|  | Quarterfinals  | Quarterfinals       | Quarterfinals  |                |                | Semifinals          | Semifinals | Semifinals |  |  | Finals | Finals | Finals |  |
|  |                |                     |                |                |                |                     |            |            |  |  |        |        |        |  |
|  | Rússia         | Alexander Shlemenko | DU             |                |                |                     |            |            |  |  |        |        |        |  |
|  | Rússia         | Alexander Shlemenko | DU             |                |                |                     |            |            |  |  |        |        |        |  |
|  | Estados Unidos | Matt Major          | 3              |                |                |                     |            |            |  |  |        |        |        |  |
|  | Estados Unidos | Matt Major          | 3              |                | Rússia         | Alexander Shlemenko | TKO        |            |  |  |        |        |        |  |
|  |                |                     |                |                | Rússia         | Alexander Shlemenko | TKO        |            |  |  |        |        |        |  |
|  |                |                     | Estados Unidos | Jared Hess     | 3              |                     |            |            |  |  |        |        |        |  |
|  | Estados Unidos | Jared Hess          | Estados Unidos | Jared Hess     | 3              | FIN                 |            |            |  |  |        |        |        |  |
|  | Estados Unidos | Jared Hess          |                |                |                |                     |            |            |  |  |        |        |        |  |
|  | Estados Unidos | Ryan McGivern       | 2              |                |                |                     |            |            |  |  |        |        |        |  |
|  | Estados Unidos | Ryan McGivern       | 2              |                | Rússia         | Alexander Shlemenko | TKO        |            |  |  |        |        |        |  |
|  |                |                     |                |                |                |                     |            |            |  |  |        |        |        |  |
|  |                |                     | Estados Unidos | Bryan Baker    | 1              |                     |            |            |  |  |        |        |        |  |
|  | Estados Unidos | Bryan Baker         | Estados Unidos | Bryan Baker    | 1              | TKO                 |            |            |  |  |        |        |        |  |
|  | Estados Unidos | Bryan Baker         |                |                |                |                     |            |            |  |  |        |        |        |  |
|  | Estados Unidos | Sean Loeffler       | 1              |                |                |                     |            |            |  |  |        |        |        |  |
|  | Estados Unidos | Sean Loeffler       | 1              |                | Estados Unidos | Bryan Baker         | FIN        |            |  |  |        |        |        |  |
|  |                |                     |                |                | Estados Unidos | Bryan Baker         | FIN        |            |  |  |        |        |        |  |
|  |                |                     | Estados Unidos | Eric Schambari | 1              |                     |            |            |  |  |        |        |        |  |
|  | Estados Unidos | Eric Schambari      | Estados Unidos | Eric Schambari | 1              | FIN                 |            |            |  |  |        |        |        |  |
|  | Estados Unidos | Eric Schambari      |                |                |                |                     |            |            |  |  |        |        |        |  |
|  | Estados Unidos | Luke Zachrich       | 1              |                |                |                     |            |            |  |  |        |        |        |  |

### Peso meio-médio
|  | Quarterfinals  | Quarterfinals      | Quarterfinals  |                |                | Semifinals     | Semifinals | Semifinals |  |  | Finals | Finals | Finals |  |
|  |                |                    |                |                |                |                |            |            |  |  |        |        |        |  |
|  | Estados Unidos | Ben Askren         | FIN            |                |                |                |            |            |  |  |        |        |        |  |
|  | Estados Unidos | Ben Askren         | FIN            |                |                |                |            |            |  |  |        |        |        |  |
|  | Estados Unidos | Ryan Thomas        | 1              |                |                |                |            |            |  |  |        |        |        |  |
|  | Estados Unidos | Ryan Thomas        | 1              |                | Estados Unidos | Ben Askren     | DU         |            |  |  |        |        |        |  |
|  |                |                    |                |                | Estados Unidos | Ben Askren     | DU         |            |  |  |        |        |        |  |
|  |                |                    | Estados Unidos | Ryan Thomas    | 3              |                |            |            |  |  |        |        |        |  |
|  | Estados Unidos | Ryan Thomas 1[›]   | Estados Unidos | Ryan Thomas    | 3              | TKO            |            |            |  |  |        |        |        |  |
|  | Estados Unidos | Ryan Thomas 1[›]   |                |                |                |                |            |            |  |  |        |        |        |  |
|  | Estados Unidos | Jacob McClintock   | 1              |                |                |                |            |            |  |  |        |        |        |  |
|  | Estados Unidos | Jacob McClintock   | 1              |                | Estados Unidos | Ben Askren     | DU         |            |  |  |        |        |        |  |
|  |                |                    |                |                |                |                |            |            |  |  |        |        |        |  |
|  |                |                    | Estados Unidos | Dan Hornbuckle | 3              |                |            |            |  |  |        |        |        |  |
|  | Estados Unidos | Dan Hornbuckle     | Estados Unidos | Dan Hornbuckle | 3              | FIN            |            |            |  |  |        |        |        |  |
|  | Estados Unidos | Dan Hornbuckle     |                |                |                |                |            |            |  |  |        |        |        |  |
|  | Estados Unidos | Tyler Stinson 2[›] | 1              |                |                |                |            |            |  |  |        |        |        |  |
|  | Estados Unidos | Tyler Stinson 2[›] | 1              |                | Estados Unidos | Dan Hornbuckle | FIN        |            |  |  |        |        |        |  |
|  |                |                    |                |                | Estados Unidos | Dan Hornbuckle | FIN        |            |  |  |        |        |        |  |
|  |                |                    | Estados Unidos | Steve Carl     | 1              |                |            |            |  |  |        |        |        |  |
|  | Estados Unidos | Steve Carl         | Estados Unidos | Steve Carl     | 1              | DD             |            |            |  |  |        |        |        |  |
|  | Estados Unidos | Steve Carl         |                |                |                |                |            |            |  |  |        |        |        |  |
|  | Estados Unidos | Brett Cooper       | 3              |                |                |                |            |            |  |  |        |        |        |  |

^ 1: Ryan Thomas substitui Jim Wallhead.

^ 2: Tyler Stinson substituiu Sean Pierson.

### Peso leve
|  | Quarterfinals  | Quarterfinals     | Quarterfinals  |              |                | Semifinals | Semifinals | Semifinals |  |  | Finals | Finals | Finals |  |
|  |                |                   |                |              |                |            |            |            |  |  |        |        |        |  |
|  | Estados Unidos | Pat Curran        | KO             |              |                |            |            |            |  |  |        |        |        |  |
|  | Estados Unidos | Pat Curran        | KO             |              |                |            |            |            |  |  |        |        |        |  |
|  | Canadá         | Mike Ricci        | 1              |              |                |            |            |            |  |  |        |        |        |  |
|  | Canadá         | Mike Ricci        | 1              |              | Estados Unidos | Pat Curran | DU         |            |  |  |        |        |        |  |
|  |                |                   |                |              | Estados Unidos | Pat Curran | DU         |            |  |  |        |        |        |  |
|  |                |                   | Estados Unidos | Roger Huerta | 3              |            |            |            |  |  |        |        |        |  |
|  | Estados Unidos | Roger Huerta      | Estados Unidos | Roger Huerta | 3              | FIN        |            |            |  |  |        |        |        |  |
|  | Estados Unidos | Roger Huerta      |                |              |                |            |            |            |  |  |        |        |        |  |
|  | Estados Unidos | Chad Hinton       | 3              |              |                |            |            |            |  |  |        |        |        |  |
|  | Estados Unidos | Chad Hinton       | 3              |              | Estados Unidos | Pat Curran | DD         |            |  |  |        |        |        |  |
|  |                |                   |                |              |                |            |            |            |  |  |        |        |        |  |
|  |                |                   | Estados Unidos | Toby Imada   | 3              |            |            |            |  |  |        |        |        |  |
|  | Estados Unidos | Toby Imada        | Estados Unidos | Toby Imada   | 3              | FIN        |            |            |  |  |        |        |        |  |
|  | Estados Unidos | Toby Imada        |                |              |                |            |            |            |  |  |        |        |        |  |
|  | Estados Unidos | James Krause 1[›] | 2              |              |                |            |            |            |  |  |        |        |        |  |
|  | Estados Unidos | James Krause 1[›] | 2              |              | Estados Unidos | Toby Imada | FIN        |            |  |  |        |        |        |  |
|  |                |                   |                |              | Estados Unidos | Toby Imada | FIN        |            |  |  |        |        |        |  |
|  |                |                   | Estados Unidos | Carey Vanier | 2              |            |            |            |  |  |        |        |        |  |
|  | Estados Unidos | Carey Vanier      | Estados Unidos | Carey Vanier | 2              | TKO        |            |            |  |  |        |        |        |  |
|  | Estados Unidos | Carey Vanier      |                |              |                |            |            |            |  |  |        |        |        |  |
|  | Guam           | Joe Duarte 2[›]   | 3              |              |                |            |            |            |  |  |        |        |        |  |

^ 1: James Krause substituiu Ferrid Kheder.

^ 2: Joe Duarte substituiu Janne Tulirinta.

### Peso pena
|  | Quartas de Final | Quartas de Final   | Quartas de Final |                    |                | Semifinal       | Semifinal | Semifinal |  |  | Final | Final | Final |  |
|  |                  |                    |                  |                    |                |                 |           |           |  |  |       |       |       |  |
|  | Estados Unidos   | Joe Warren         | DU               |                    |                |                 |           |           |  |  |       |       |       |  |
|  | Estados Unidos   | Joe Warren         | DU               |                    |                |                 |           |           |  |  |       |       |       |  |
|  | Estados Unidos   | Eric Marriott      | 3                |                    |                |                 |           |           |  |  |       |       |       |  |
|  | Estados Unidos   | Eric Marriott      | 3                |                    | Estados Unidos | Joe Warren      | DU        |           |  |  |       |       |       |  |
|  |                  |                    |                  |                    | Estados Unidos | Joe Warren      | DU        |           |  |  |       |       |       |  |
|  |                  |                    | Arménia          | Georgi Karakhanyan | 3              |                 |           |           |  |  |       |       |       |  |
|  | Arménia          | Georgi Karakhanyan | Arménia          | Georgi Karakhanyan | 3              | KO              |           |           |  |  |       |       |       |  |
|  | Arménia          | Georgi Karakhanyan |                  |                    |                |                 |           |           |  |  |       |       |       |  |
|  | Estados Unidos   | Bao Quach          | 1                |                    |                |                 |           |           |  |  |       |       |       |  |
|  | Estados Unidos   | Bao Quach          | 1                |                    | Estados Unidos | Joe Warren      | DD        |           |  |  |       |       |       |  |
|  |                  |                    |                  |                    |                |                 |           |           |  |  |       |       |       |  |
|  |                  |                    | Brasil           | Patricio Freire    | 3              |                 |           |           |  |  |       |       |       |  |
|  | Brasil           | Patricio Freire    | Brasil           | Patricio Freire    | 3              | FIN             |           |           |  |  |       |       |       |  |
|  | Brasil           | Patricio Freire    |                  |                    |                |                 |           |           |  |  |       |       |       |  |
|  | Canadá           | William Romero     | 1                |                    |                |                 |           |           |  |  |       |       |       |  |
|  | Canadá           | William Romero     | 1                |                    | Brasil         | Patricio Freire | DU        |           |  |  |       |       |       |  |
|  |                  |                    |                  |                    | Brasil         | Patricio Freire | DU        |           |  |  |       |       |       |  |
|  |                  |                    | Brasil           | Wilson Reis        | 3              |                 |           |           |  |  |       |       |       |  |
|  | Brasil           | Wilson Reis        | Brasil           | Wilson Reis        | 3              | FIN             |           |           |  |  |       |       |       |  |
|  | Brasil           | Wilson Reis        |                  |                    |                |                 |           |           |  |  |       |       |       |  |
|  | Estados Unidos   | Shad Lierley       | 3                |                    |                |                 |           |           |  |  |       |       |       |  |